# Димон (коммуна)
Димо́н (фр. Dimont) — коммуна во Франции, в департаменте Нор региона О-де-Франс, в 10 километрах к югу от Мобёжа.
1. 1 2  база данных о французских коммунах — Национальный географический институт Франции, 2015.